# Шуапхо
Шуапхо (груз. შუაფხო) — село в Грузии, в муниципалитете Душети края Мцхета-Мтианети.

## География
Село расположено в северной части края, в 63 километрах по прямой к северо-востоку от центра муниципалитета Душети. Высота центра — 1320 метров над уровнем моря.

## Население
По данным переписи населения 2014 года, в селе проживало 35 человек.
| Год  | Население | Мужчины | Женщины |
| ---- | --------- | ------- | ------- |
| 2002 | 38        | 22      | 16      |
| 2014 | 35        | 22      | 13      |